# Michel Langevin
Michel "Away" Langevin (30 de mayo de 1963) es un baterista canadiense y miembro fundador de la banda de metal progresivo Voivod. Ha sido un miembro constante de la banda desde su formación en 1982. A Langevin se le atribuye la creación de la mitología del vampiro post-apocalíptico lord Voivod, sobre el que la banda originalmente se unió, y es en gran parte responsable de sus continuos temas de ciencia ficción.
Langevin es también un artista de diseño gráfico. Él ha creado todas las obras de arte de Voivod, así como la obra de arte para el álbum Probot.
Langevin también ha coescrito canciones para Steroid Maximus de J. G. Thirlwell y tocó la batería en el álbum Sideways de la banda Men Without Hats en 1991.
En 2007, Michel Langevin y otros músicos canadienses Pat Gordon (Ghoulunatics), Marc Vaillancourt (BARF) y Philippe Mius D'Entremont (Maruka) fundaron Les Ékorchés, una banda de metal hardcore/thrash acústico. El 27 de febrero de 2007 su primer álbum titulado Les Ékorchés fue lanzado. Todos los temas están en francés.